# Obere Warnow
Obere Warnow is een Duitse gemeente in de Landkreis Ludwigslust-Parchim, die op 1 januari 2012 uit de fusie van de gemeenten Grebbin en Herzberg ontstaan is. De gemeente wordt door het Amt Parchimer Umland met zetel in de stad Parchim bestuurd.

## Geografie
De gemeente Obere Warnow ligt in een heuvelachtige omgeving. De bron Warnow, waar de gemeente haar naam aan ontleent, bevindt zich in het gemeentegebied. Tot de gemeente Obere Warnow behoren de Ortsteilen Grebbin, Herzberg, Kossebade, Lenschow, Woeten en Wozinkel.